# География Сингапура
Сингапур — маленький высокоурбанизированный остров-город-государство в Юго-Восточной Азии, расположен в южной оконечности Малайского полуострова, между Малайзией и Индонезией. Общая площадь острова — на июнь 2023 года составляет 734,4 км², длина береговой линии — 193 км. От Индонезии его отделяет Сингапурский пролив, а от Малайзии — Джохорский.

## Физическая география
Основная территория Сингапура — это остров Пулау Уджонг, имеющий ромбовидную форму. Также в состав государства Сингапур входят многочисленные небольшие острова, его окружающие. Самый отдаленный остров — Педра-Бранка. Из дюжин небольших островов, принадлежащих Сингапуру, наибольшими являются Джуронг, Пулау Теконг, Пулау-Убин и Сентоза. Основная часть территории Сингапура расположена не выше 15 метров над уровнем моря. Самая высокая точка Сингапура — холм Букит-Тимах, имеющий высоту 165 м и состоящий из магматических пород и гранита. Холмы и долины из осадочных пород преобладают на северо-западе, а восточная часть острова имеет плоский рельеф и почва там в основном состоит из песка. В Сингапуре нет естественных озёр, но существует несколько водохранилищ, которые были сооружены для использования в водоснабжении Сингапура пресной воды.
Сингапур планомерно увеличивает площадь основного острова методом намывной мелиорации, приобретая почву у других государств. Kак результат, площадь суши Сингапура увеличилась с 581 км² в 1960-х годах до 734,4 км² на июнь 2023 года, и продолжает увеличиваться. По прогнозам, площадь может вырасти ещё на 100 км² к 2033 г.

## Геология и полезные ископаемые

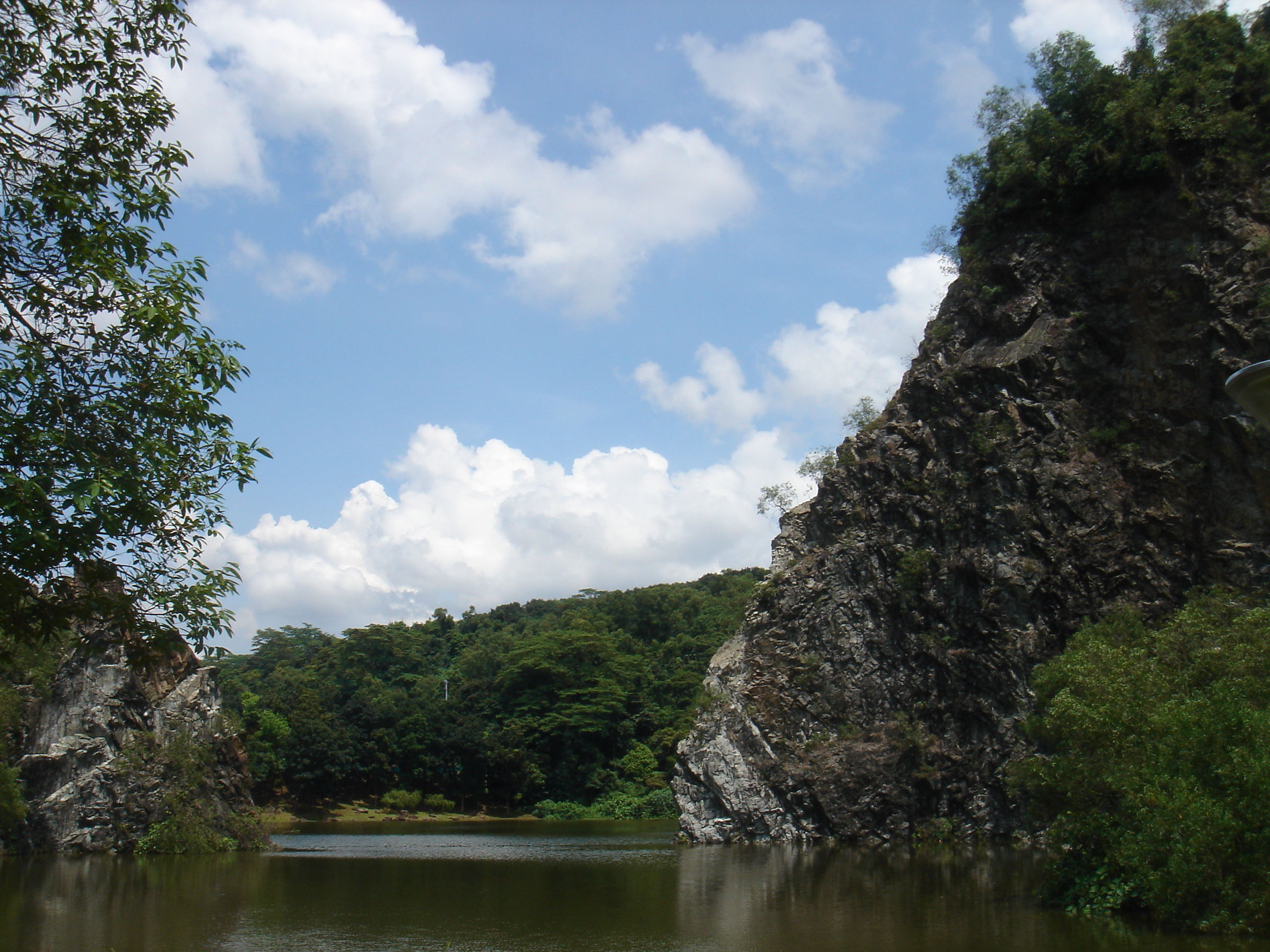
Выход породы габбро в районе Малая Гуйлин

Сингапур является плодом сейсмической активности, в частности вулканической деятельности, подтверждением чего являются остатки вулканических пород, из которых состоят Букит-Тимах и острова Вудлендс (Woodlands) и Пулау-Убин. Основную часть этих изверженных пород составляет гранит. Также в Сингапуре найдено габбро, простирающееся значительными пластами в районе под названием Малая Гуйлинь (Little Guilin), что в поселении Букит-Гомбак (Bukit Gombak). Осадочные породы найдены в западной части Сингапура и главным образом состоят из песчаников и аргиллитов, незначительная часть которых ещё находится и в юго-западном районе острова. Метаморфические породы находятся в северо-восточной части Сингапура, а также на острове Пулау Теконгу, расположенном у восточного побережья острова; все они, в основном, состоят из кварцита.
Сингапур является относительно безопасным местом в достаточно сейсмически активном регионе, несмотря на то что ближайшая линия разлома земной коры находится в нескольких сотнях километров — в Индонезии. Но большая часть населения и зданий подвергаются только едва заметным колебаниям, которые в целом не наносят крупного вреда Сингапуру. Все это объясняется удачным расположением острова, поскольку он в тектоническом плане с севера прикрывается материковым щитом, а с юга он находится под защитой острова Суматра, который ещё и несёт на себе основную тяжесть различных цунами и землетрясений в этой части Азии.

## Побережье и моря

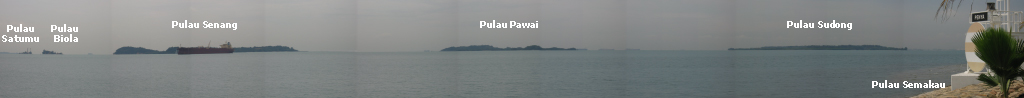
Панорама восточных островов Сингапура

Поскольку Сингапур является островным государством, отсюда вытекает его морской статус, а учитывая исторические и территориальные особенности, он стал одним из ключевых портов Азии. Сингапур омывается водами Южно-Китайского моря, являясь крайней его границей. Непосредственно из самого Малаккского пролива выходит Сингапурский пролив, который омывает Сингапур с южной и западной сторон. А с северной и восточной сторон он ограничен от континента многочисленными проливами, крупнейший из которых — Джохорский.

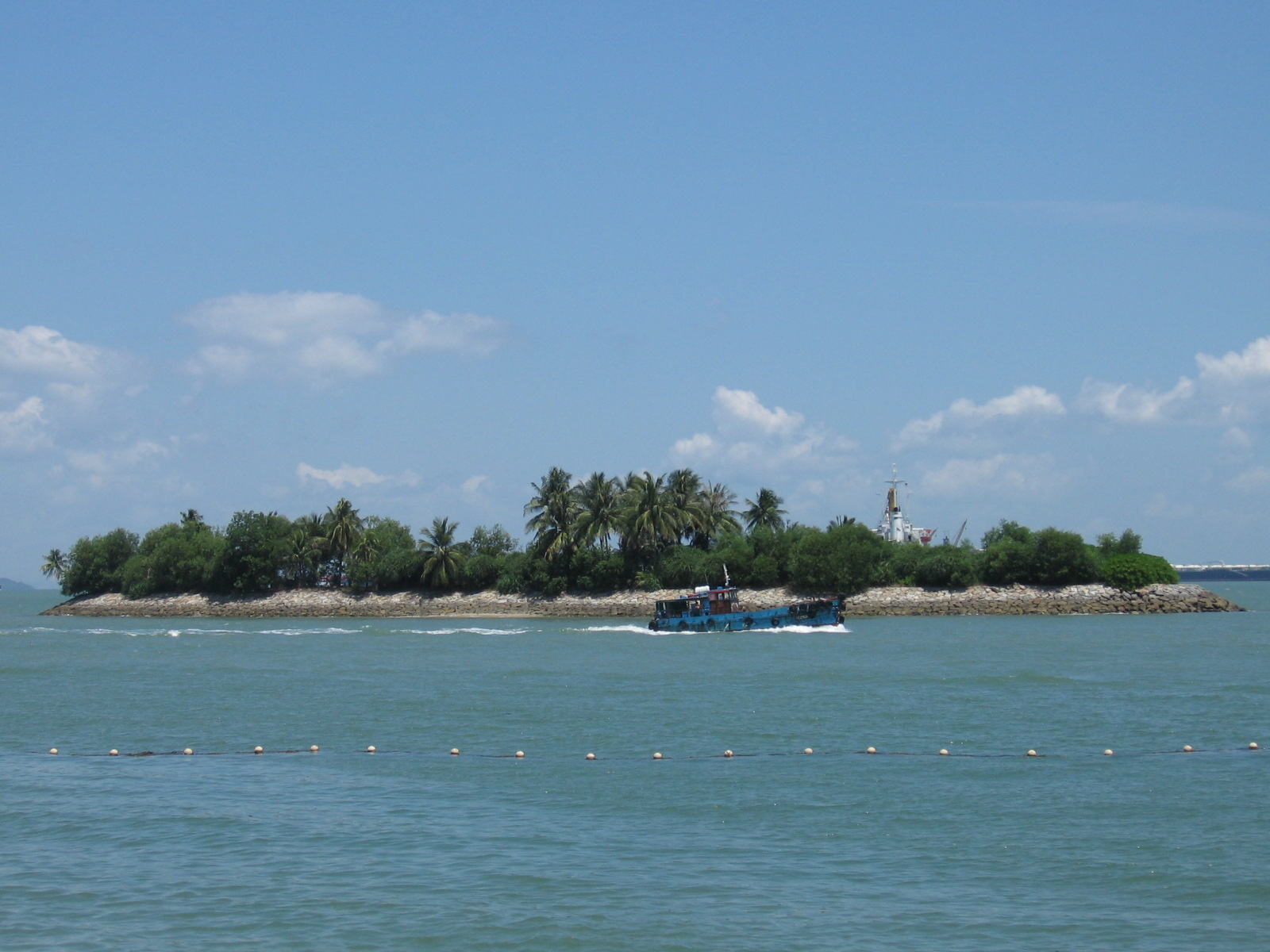
Пулау Палаван

Крупнейшими заливами являются Круиз Бей (Cruise Bay), Марина Бей (Marina Bay). Самые большие естественные гавани — Кэппель Харбор (Keppel Harbour), Шерангун Харбор (Serangoon Harbour). Крупнейшие природные лагуны — Восточная Лагуна (East Lagoon), Лагуна Восточного побережья (East Coast Lagoon), Лагуна Дельфина (Dolphin Lagoon).

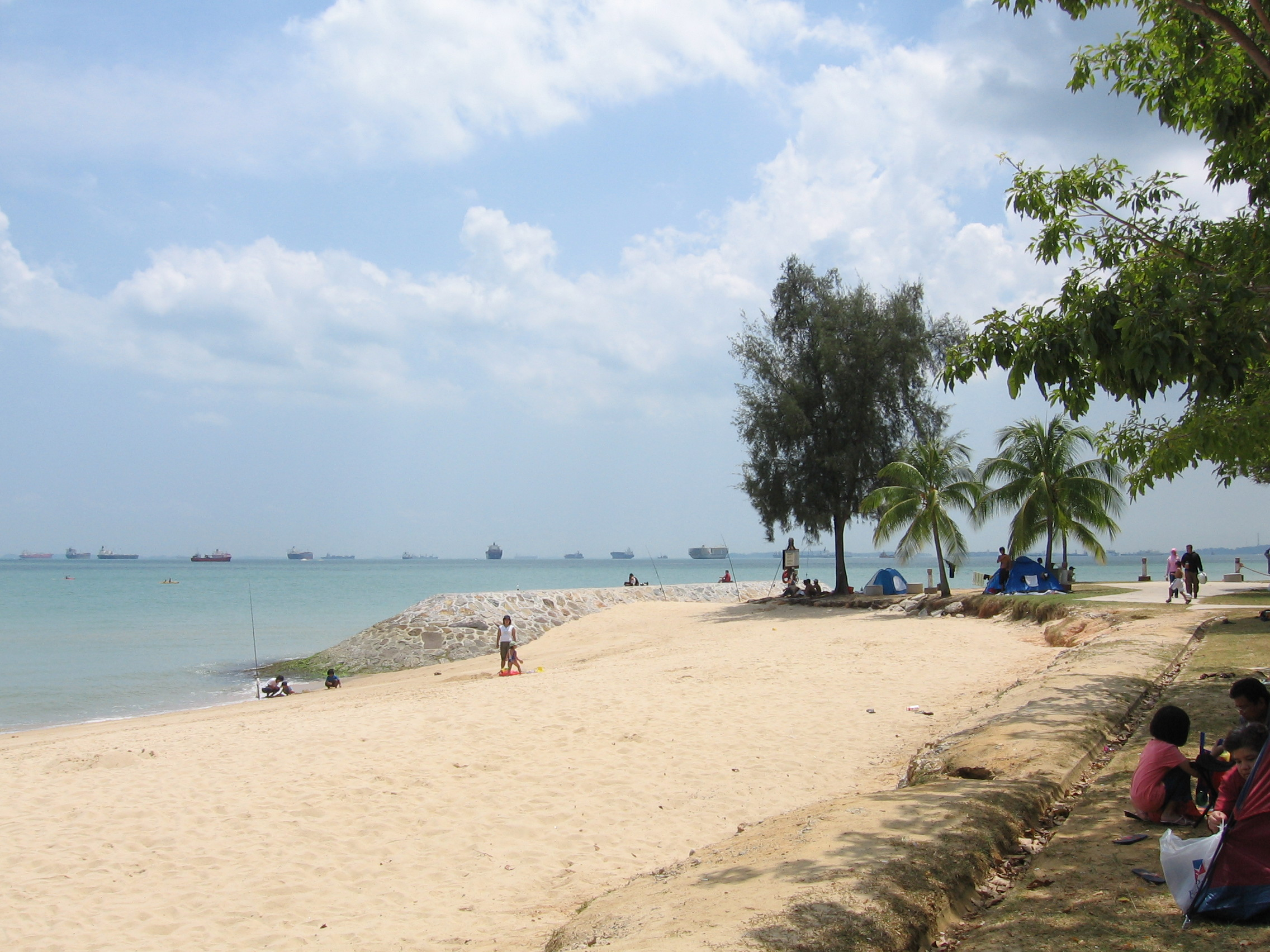
Вид на пролив Сингапур

Локальные проливы, разграничивающие многочисленные острова вокруг Сингапура и имеющие у сингапурцев наименование «селат»:
| - Селат Айер Мербау (Selat Ayer Merbau) - Селат Банья (Selat Banyan) - Селат Беркас (Selat Berkas) - Селат Биола (Selat Biola) - Селат Баком (Selat Bukom) - Селат Пандан (Selat Pandan) - Селат Пау (Selat Pauh) - Селат Павай(Selat Pawai) - Селат Песек (Selat Pesek) - Селат Пулау Дамар (Selat Pulau Damar) | - Селат Джохор (Selat Johor) - Селат Джуронг (Selat Jurong) - Селат Сакра (Selat Sakra) - Селат Салу (Selat Salu) - Селат Самулум (Selat Samulun) - Селат Сенгкир (Selat Sengkir) - Селат Синки (Selat Sinki) - Селат Судонг (Selat Sudong) - Селат Танджонг Хаким (Selat Tanjong Hakim) |

## Климат Сингапура

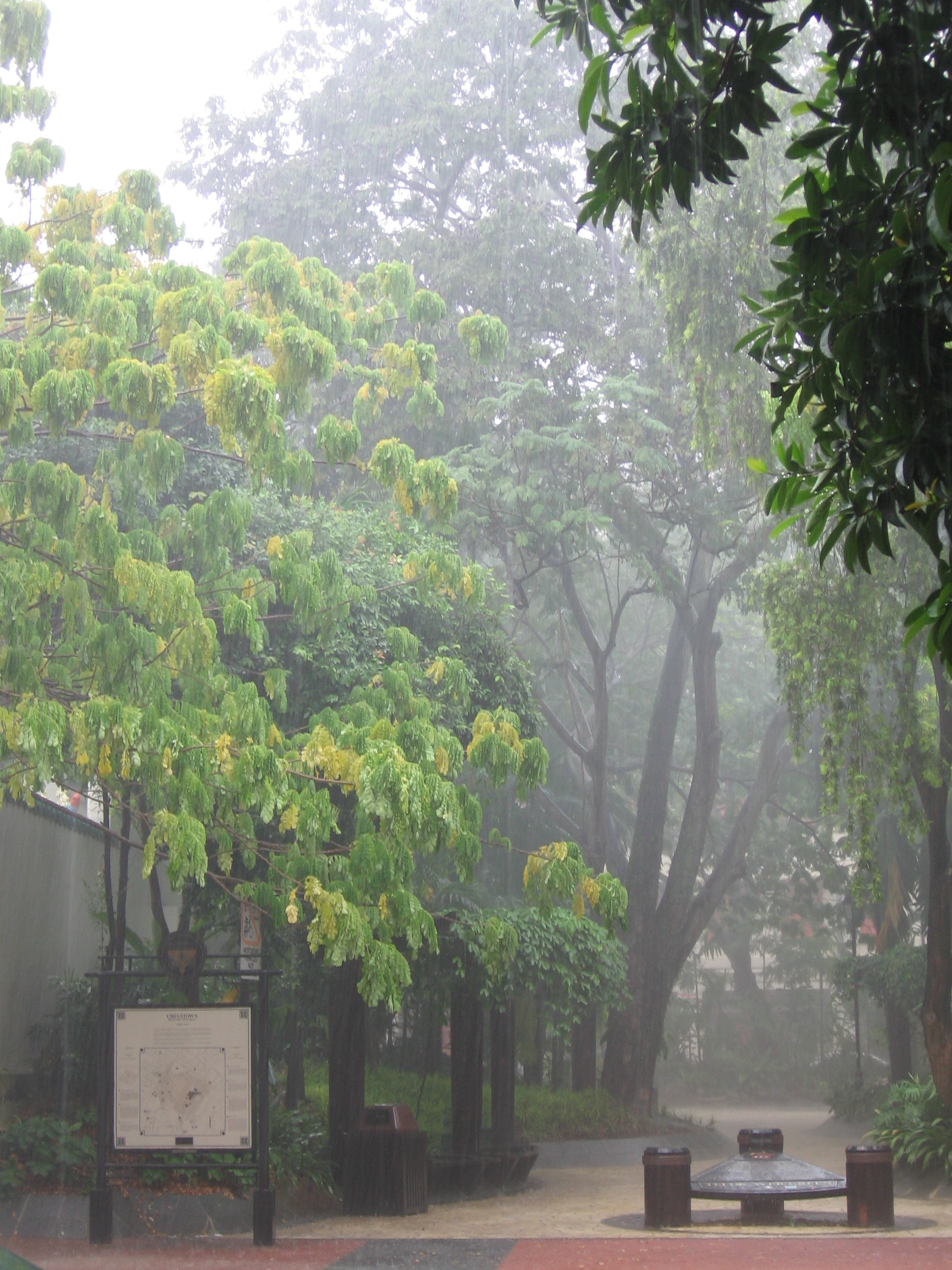
Полуденный муссонный дождь

Сингапур находится на 1 градус севернее экватора. Климат Сингапура классифицируется как экваториальный климат (Классификация климатов Кёппена) без явно выраженных сезонов. Благодаря своему географическому положению и близости к морю, климат Сингапура характеризуется равномерной температурой и давлением, высокой влажностью и обильными осадками. Среднегодовое количество осадков составляет около 2340 мм. Наибольшее зарегистрированное количество осадков, выпавших за 24 часа — 512 мм (1978 год), 467 мм (1969 год) и 366 мм (19 декабря 2006 года). В течение дня температура в среднем колеблется от +23 до +33°C. Май является самым жарким месяцем в году, вторым по величине среднемесячной температуры идет апрель. Это также связано с тем, что в течение этого периода практически нет ветров. Самая высокая температура +37,8 °C, была зарегистрирована 28 марта 1998 года. Самая низкая температура +18,4 °C, была зарегистрирована 31 января 1934 года.
Относительная влажность в течение дня колеблется от 90 % ранним утром до 60 % в середине дня, и иногда может опускаться ниже 50 %. В мае 2009 года средняя относительная влажность составила 81 %, что было выше зарегистрированного в мае 2008 года значения в 77,1 %. Во время длительных сильных дождей относительная влажность воздуха часто достигает 100 %. Как правило, гораздо больше осадков на западной стороне острова, чем в восточной части Сингапура. Это происходит из-за эффекта дождевой тени. Таким образом, в восточной части Сингапура гораздо суше и немного жарче, чем в западной части. Важно отметить, что даже небольшой холм, такой как Букит Тимах, может вызвать это явление. Несмотря на небольшой размер Сингапура, часто бывает так, что в одной части идет сильный дождь, а в другой светит солнце.
Явлением, нарушающим погодное однообразие Сингапура, являются сезоны дождей (муссоны), которые случаются дважды в год. Первый муссон — северо-восточный — проходит с декабря по начало марта, второй — юго-западный — с июня по сентябрь. Периоды между муссонами характеризуются меньшим количеством дождей и ветров.

## Гидрология

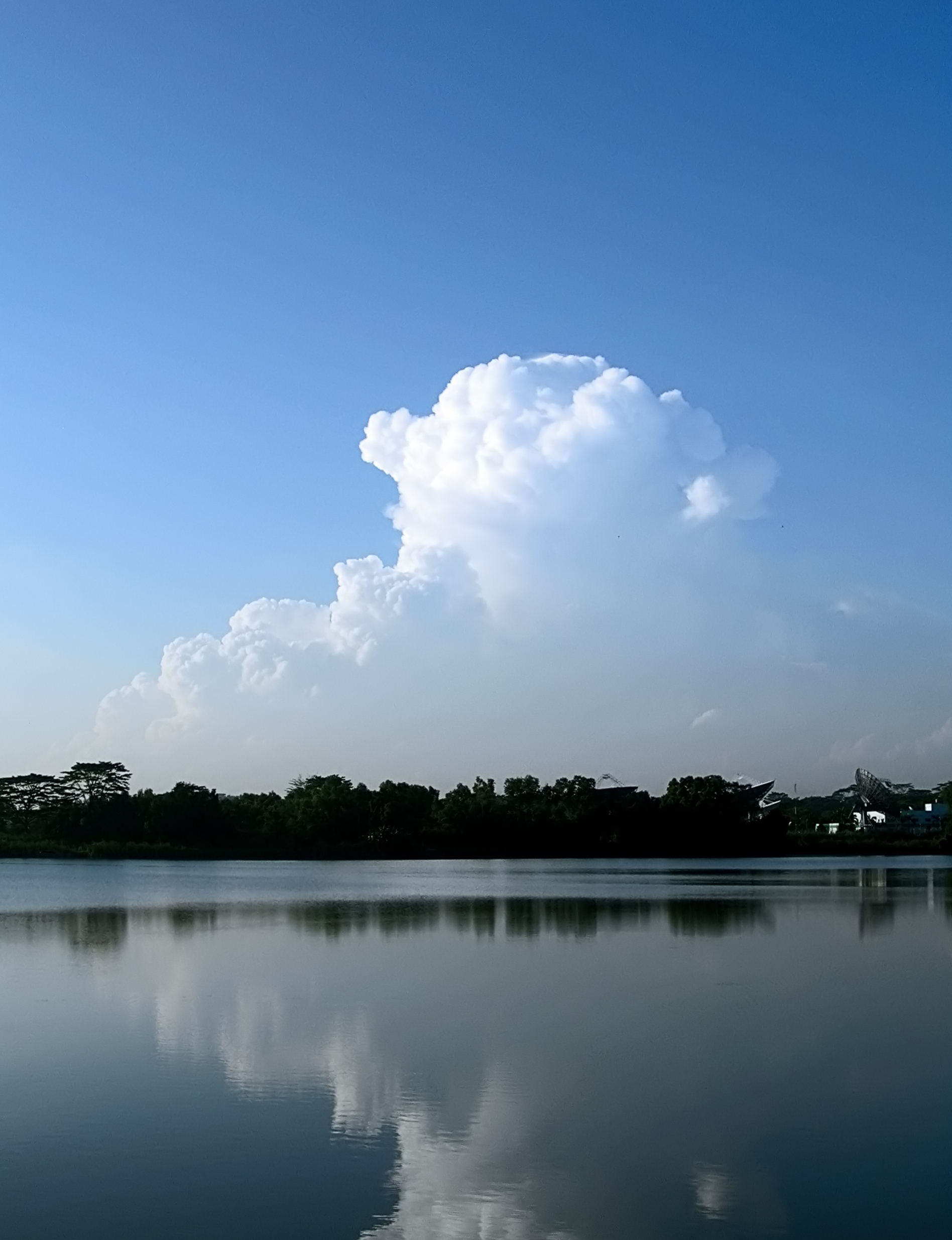
Накопительное водохранилище Лоуер Селетар

Сингапур не имеет естественных озёр и рек, но имеет рукотворные водохранилища и водосборные резервуары, которые были построены для накопления и хранения пресной воды для водоснабжения Сингапура. Поскольку Сингапуру не хватает естественных источников пресной воды (рек и озёр), главным источником пополнения запасов воды являются осадки. Спрос на свежую воду гораздо больше возможности удержания воды от осадков (примерно в два раза), поэтому Сингапуру приходится импортировать бо́льшую часть пресной воды из Малайзии и Индонезии. Для того, чтобы уменьшить свою зависимость от импорта, в Сингапуре построена сеть резервуаров для накопления дождевой воды и рециркуляции воды. Кроме того, сооружены опреснительные заводы на западном побережье острова Туас (Tuas). После выхода завода на номинальную мощность ожидается удовлетворение половины потребностей города в воде. В дополнение к этому заводу администрация города начала программу «NEWater» — «возвратность воды», то есть возвращение её в оборот путём фильтрации сточных вод через обратный осмос; после успешных испытаний были достигнуты соглашения относительно постройки трёх таких заводов по всему острову, чтобы помочь удовлетворить спрос на воду у жителей города.
Отдельным явлением города являются его водные потоки, которые по мировым меркам не могут называться реками (максимальная длина 10 километров). Часто называются каналами. Тропический климат в стране с сопутствующими ему проливными дождями требуют наличия очень широкой сети естественного отвода дождевых потоков, бо́льшая часть из которых направляется для наполнения системы водных резервуаров, которые также разбросаны по всему острову.
Крупнейшие потоки-каналы города:
| - Канал Александра (Alexandra Canal) - Река Джиланг (Geylang River) - Пелтон канал (Pelton Canal) - Канал Рохор (Rochor Canal) - Река Рохор (Rochor River) - Сиглап канал (Siglap Canal) - Река Сингапур (Singapore River) - Стемфорд-Канал (Stamford Canal) - Сунгей Бедок (Sungei Bedok) - Сунгей Китай (Sungei China) - Сунгей Кетапанг (Sungei Ketapang) | - Сунгей Ланчар (Sungei Lanchar) - Сунгей Пандан (Sungei Pandan) - Сунгей Пинанг - Хоганг (Sungei Pinang — Hougang) - Сунгей Пунггол (Sungei Punggol) - Сунгей Селетар Симпанг Кири (Sungei Seletar Simpang Kiri) - Сунгей Сембаванг (Sungei Sembawang) - Сунгей Серангун (Sungei Serangoon) - Сунгей Симпанг Канан (Sungei Simpang Kanan) - Сунгей Тампинс (Sungei Tampines) - Сунгей Улу Пандан (Sungei Ulu Pandan) - Сунгей Вомпо (Sungei Whompoe) |

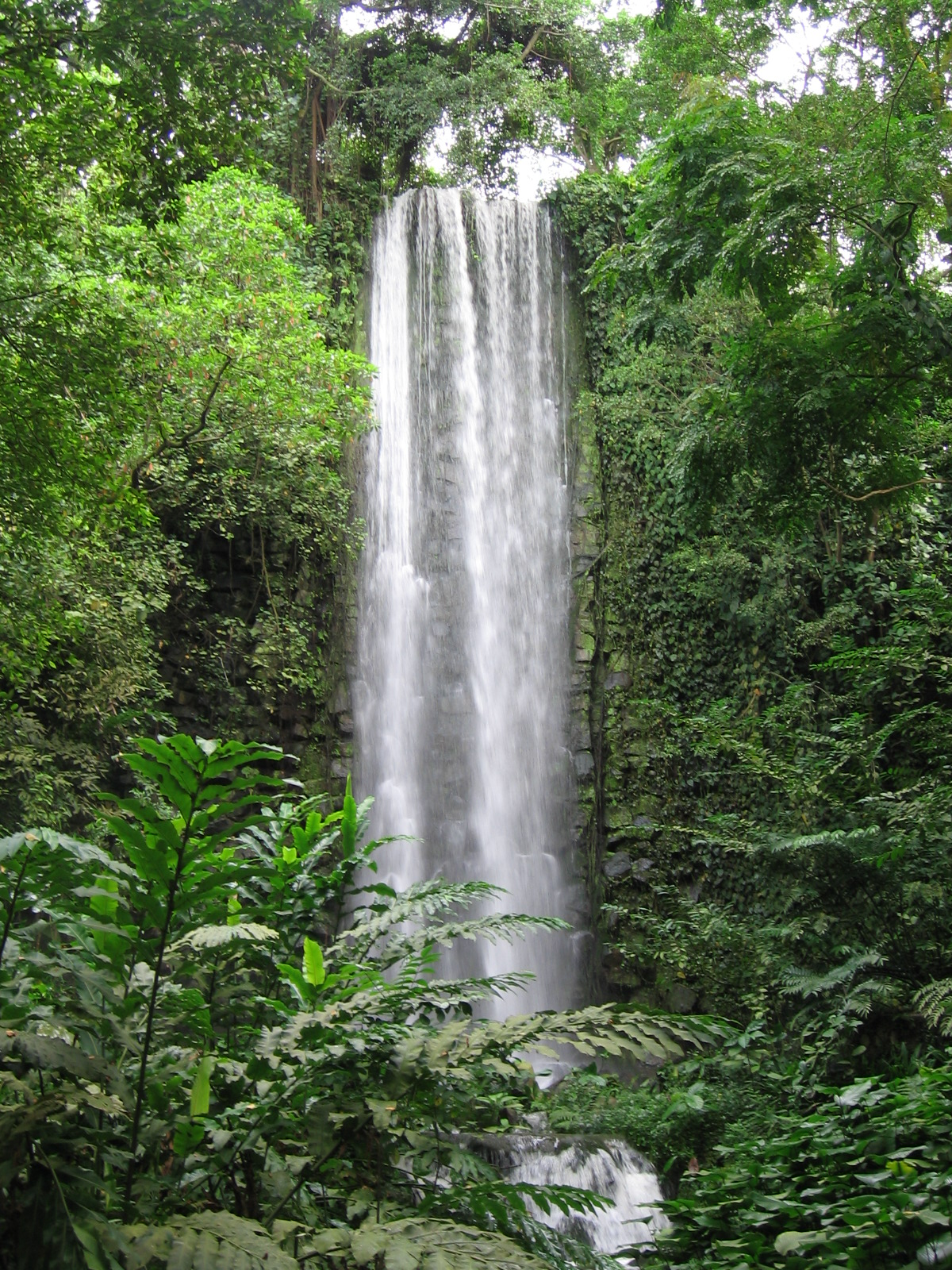
Водопад Джуронг

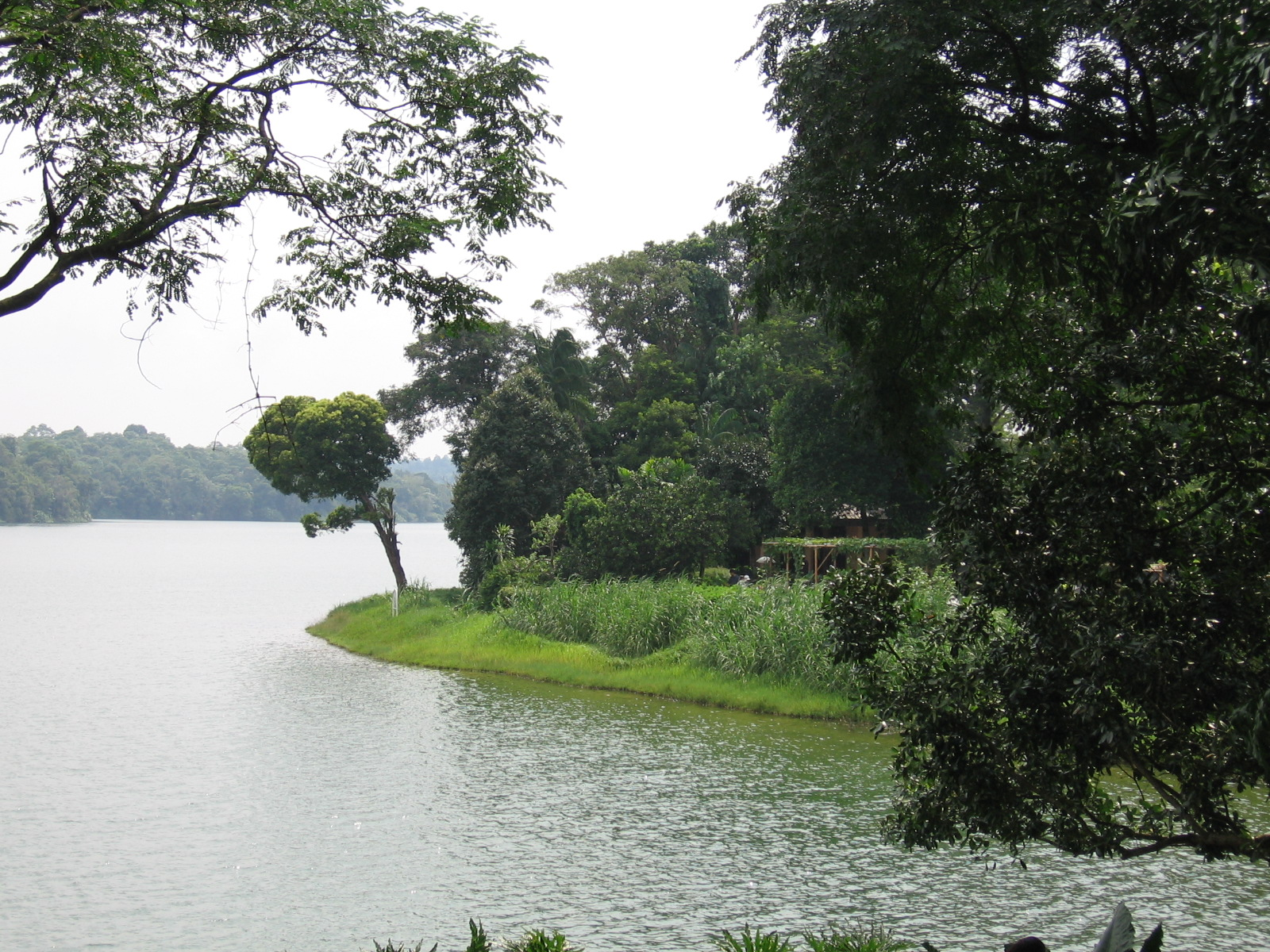
Резервуарный парк Аппер Селетар

Рукотворные водоемы, крупнейшие из которых — водохранилища, жители привыкли называть своими «озёрами»:
- Эко-озеро (Eco-Lake)
- Озеро Джуронг (Jurong Lake)
- Лебединое озеро (Swan Lake)
- Озеро Симфонии (Symphony Lake)

Кроме того, в многочисленных парках и зонах отдыха имеются разнообразные водоёмы или каскады озёр, крупнейшие из них стали накопительными резервуарами дождевой воды, а некоторые превращены в резервуарные парки.
Крупнейшие резервуарные парки:
- Резервуарный парк Бедок (Bedok Reservoir Park)
- Резервуарный парк Лоуэр Селетар (Lower Seletar Reservoir Park)
- Резервуарный парк Нижнего пирса (Lower Peirce Reservoir Park)
- Резервуарный парк МакРитчи (MacRitchie Reservoir Park)
- Резервуарный парк Верхнего пирса (Upper Peirce Reservoir Park)
- Резервуарный парк Аппер Селетар (Upper Seletar Reservoir Park)

На прибрежных островах Сингапура также расположены небольшие озёра-водоёмы. В Сингапуре удалось сохранить естественную болотную среду, которая впоследствии была трансформирована в Водно-болотные угодия заповедника Сунгей-Булох. В начале XX века в Сингапуре были открыты термальные источники Сембаванг Хот Спринг (Sembawang Hot Spring), которые впоследствии превратились в излюбленное место жителей города, особенно когда были обнаружены лечебные свойства минеральных вод, полученных от этих термальных источников. Достопримечательностью стал и водопад Джуронг, являющийся самым высоким, постоянно действующим искусственным водопадом в мире высотой 30 метров.

## Проблемы окружающей среды
Основной проблемой является загрязнение окружающей среды отходами промышленности и нехватка запасов пресной воды. Захоронения мусора также являются крупной проблемой в связи с ограниченной площадью суши.